# Irina Wassiljewna Uschakowa
Irina Wassiljewna Uschakowa (belarussisch Ірына Васілеўна Ушакова; russisch Ирина Васильевна Ушакова; * 29. September 1954 in Homel, Weißrussische SSR) ist eine ehemalige sowjetische Florettfechterin.

## Erfolge
Irina Uschakowa wurde 1979 in Melbourne mit der Mannschaft Weltmeisterin und gewann mit dieser 1985 in Barcelona zudem Bronze. Bei den Olympischen Spielen 1980 in Moskau zog sie gemeinsam mit Nailja Giljasowa, Jelena Nowikowa, Walentina Sidorowa und Larissa Zagarajewa in das Gefecht um die Goldmedaille ein. Dort unterlag die sowjetische Equipe Frankreich mit 6:9, sodass Uschakowa die Silbermedaille erhielt.